# Wereldkampioenschappen openwaterzwemmen 2025
De wereldkampioenschappen openwaterzwemmen 2025 werden van 15 tot en met 20 juli 2025 gehouden langs Palawan Beach bij het eiland Sentosa, aan de zuidkant van Singapore.
Het programma van het openwaterzwemmen wordt dit jaar uitgebreid met het onderdeel '3 km knock-out sprints', waarbij de deelnemers in korte tijd drie keer achter elkaar racen. De eerste ronde werd een afstand van 1,5 km gezwommen, de tweede ronde 1 km en in de slotronde werd 0,5 km afgelegd. Bij elke ronde gaan alleen de beste tien per serie door naar de volgende ronde.
Het toernooi was onderdeel van de wereldkampioenschappen zwemsporten 2025.

## Programma
| Onderdeel                   | juli | juli | juli | juli | juli | juli |
| Onderdeel                   | 15   | 16   | 17   | 18   | 19   | 20   |
| --------------------------- | ---- | ---- | ---- | ---- | ---- | ---- |
| 10 km (m)                   |      | Goud |      |      |      |      |
| 05 km (m)                   |      |      |      | Goud |      |      |
| 03 km knock-out sprints (m) |      |      |      |      | Goud |      |
|                             |      |      |      |      |      |      |
| 10 km (v)                   | Goud |      |      |      |      |      |
| 05 km (v)                   |      |      |      | Goud |      |      |
| 03 km knock-out sprints (v) |      |      |      |      | Goud |      |
|                             |      |      |      |      |      |      |
| Landenwedstrijd             |      |      |      |      |      | Goud |
| Totaal                      | 1    | 1    |      | 2    | 2    | 1    |

## Medailles

### Mannen
| Onderdeel               | Goud                        | Goud      | Zilver                      | Zilver    | Brons                          | Brons     |
| ----------------------- | --------------------------- | --------- | --------------------------- | --------- | ------------------------------ | --------- |
| 05 km                   | Florian Wellbrock Duitsland | 57:26,4   | Gregorio Paltrinieri Italië | 57.29,3   | Marc-Antoine Olivier Frankrijk | 57:30,4   |
| 10 km                   | Florian Wellbrock Duitsland | 1:59.55.5 | Gregorio Paltrinieri Italië | 1:59.59.2 | Kyle Lee Australië             | 2:00.10.3 |
| 03 km knock-out sprints | Florian Wellbrock Duitsland | 5.46,0    | Dávid Betlehem Hongarije    | 5.47,7    | Marc-Antoine Olivier Frankrijk | 5.51,1    |

### Vrouwen
| Onderdeel               | Goud                     | Goud      | Zilver                   | Zilver    | Brons                                             | Brons     |
| ----------------------- | ------------------------ | --------- | ------------------------ | --------- | ------------------------------------------------- | --------- |
| 05 km                   | Moesha Johnson Australië | 1:02:01,3 | Ginevra Taddeucci Italië | 1:02:02,3 | Ichika Kajimoto Japan                             | 1:02:28,9 |
| 10 km                   | Moesha Johnson Australië | 2:07.51,3 | Ginevra Taddeucci Italië | 2:07.55,7 | Lisa Pou Monaco                                   | 2:07.57,5 |
| 03 km knock-out sprints | Ichika Kajimoto Japan    | 6.19,9    | Ginevra Taddeucci Italië | 6.21,9    | Moesha Johnson Australië Bettina Fabian Hongarije | 6.23,1    |

### Gemengd
| Onderdeel       | Goud                                                                      | Goud      | Zilver                                                                        | Zilver    | Brons                                                                                | Brons     |
| --------------- | ------------------------------------------------------------------------- | --------- | ----------------------------------------------------------------------------- | --------- | ------------------------------------------------------------------------------------ | --------- |
| Landenwedstrijd | Duitsland Celine Rieder Oliver Klemet Isabel Marie Gose Florian Wellbrock | 1:09.13,3 | Italië Barbara Pozzobon Ginevra Taddeucci Marcello Guidi Gregorio Paltrinieri | 1:09.15,4 | Hongarije Bettina Fábián Viktória Mihályvári-Farkas Kristóf Rasovszky Dávid Betlehem | 1:09.16,7 |

### Medaillespiegel
| Plaats | Land      | Goud | Zilver | Brons | Totaal |
| 1      | Duitsland | 4    | 0      | 0     | 4      |
| 2      | Australië | 2    | 0      | 2     | 4      |
| 3      | Japan     | 1    | 0      | 1     | 2      |
| 4      | Italië    | 0    | 6      | 0     | 6      |
| 5      | Hongarije | 0    | 1      | 2     | 3      |
| 6      | Frankrijk | 0    | 0      | 2     | 2      |
| 7      | Monaco    | 0    | 0      | 1     | 1      |
| Totaal | Totaal    | 7    | 7      | 8     | 22     |

Klifduiken · Openwaterzwemmen · Schoonspringen · Synchroonzwemmen · Waterpolo · Zwemmen
Perth 1991 · 
Rome 1994 · 
Perth 1998 · 
Honolulu 2000 · 
Fukuoka 2001 · 
Sharm el-Sheikh 2002 · 
Barcelona 2003 · 
Dubai 2004 · 
Montréal 2005 · 
Napels 2006 · 
Melbourne 2007 · 
Sevilla 2008 · 
Rome 2009 · 
Roberval 2010 · 
Shanghai 2011 · 
Barcelona 2013 · 
Kazan 2015 · 
Boedapest 2017 · 
Gwangju 2019 · 
Boedapest 2022 · 
Fukuoka 2023 · 
Doha 2024 · 
Singapore 2025